# Маккаллох, Ли
Ли Ге́нри Макка́ллох (англ. Lee Henry McCulloch; 14 мая 1978, Белсхилл, Норт-Ланаркшир, Шотландия) — шотландский футболист, игрок национальной сборной. Выступал на позиции опорного полузащитника.
За свою карьеру помимо «Килмарнока» играл за шотландские «Мотеруэлл» и «Рейнджерс», английский «Уиган Атлетик».
За сборную Шотландии Маккаллох провёл 18 матчей, забил один гол.

## Клубная карьера

### Ранние годы
Ли родился 14 мая 1978 года в шотландском городе Белсхилл.
Маккаллох является воспитанником глазговского клуба «Рейнджерс». Начинал карьеру на позиции нападающего и в юношеской команде «джерс» образовывал атакующий тандем с будущим игроком национальной сборной Шотландии, Барри Фергюсоном.
В сезоне 1994/95 выступал за молодёжный клуб «Камбернолд Юнайтед», игрой за который привлёк внимание со стороны «больших» футбольных коллективов.

### «Мотеруэлл»
В августе 1995 года 18-летний Маккаллох подписал контракт с «Мотеруэллом».
8 августа 1995 года Ли дебютировал в первой команде «сталеваров» в поединке Кубка УЕФА против финского клуба «МюПа-47». 31 января 1998 года, отметившись «дублем» в ворота «Хиберниана», Маккаллох открыл счёт своим голам за «Мотеруэлл».
Всего за пять с половиной сезонов, проведённых в составе «сталеваров» Ли сыграл 143 матча, забил 27 мячей.

### «Уиган Атлетик»
2 марта 2001 года Маккаллох перебрался в Англию, где присоединился к команде «Уиган Атлетик». Сумма отступных, заплаченная клубом со стадиона «DW» «Мотеруэллу» за молодого футболиста составила 700 тысяч фунтов стерлингов. Покупка Маккаллоха стала самой дорогой для «Атлетик» за всю его историю.
Уже на следующий день Ли впервые вышел в составе «Уигана» в официальном матче — в тот день в рамках турнира Первого английского дивизиона «Латикс» встречались с клубом «Суиндон Таун». Четыре недели спустя в поединке с «Уиком Уондерерс» Маккаллох забил свой первый гол за «сине-белых».
Именно во время выступлений в «Уигане» Ли окончательно обосновался в полузащите, одинаково успешно играя на любом фланге.
В сезоне 2005/06 во многом благодаря отличным действия шотландского хавбека на поле «Атлетик» дошёл до финала Кубка лиги, где однако уступил клубу «Манчестер Юнайтед» с разгромным счётом 0:4. Маккаллох поучаствовал в этой встрече, выйдя на замену на 62-й минуте матча вместо швейцарца Стефана Аншо.
24 июля 2006 года Ли пролонгировал свой контракт с «Уиганом» ещё на три года.
В январе 2007 года попытку укрепить свои ряды полузащитником предпринял шотландский «Рейнджерс», выразивший готовность выкупить права на своего воспитанника за 750 тысяч фунтов. Главный тренер «Атлетик», Пол Джуэлл, отверг предложение «джерс», назвав его «смехотворным». В мае того же года в интервью телеканалу «BBC» Маккаллох сказал, что его «прельщает интерес со стороны глазговцев», и он «был бы счастлив вернуться на Родину». 23 июня руководство «Уигана» отвергло очередное предложение «Рейнджерс» в размере 1,5 миллиона фунтов, заявив, что хочет за полузащитника на 750 тысяч больше. «Джерс» взяли две недели на раздумья и в конце концов согласились отдать «Атлетик» за Маккаллоха требуемую сумму.

### «Рейнджерс»
11 июля 2007 года пресс-служба глазговцев распространила официальную информацию, что переговоры с «Уиганом» по поводу Ли завершены успешно, и полузащитник подпишет с шотландцами контракт, как только пройдёт медицинское обследование. 12 июля Маккаллох заключил с «Рейнджерс» 4-летнее соглашение о сотрудничестве.
31 июля состоялся дебют Ли в его родном клубе в поединке второго квалификационного раунда Лиги чемпионов против черногорской «Зеты». 2 октября Маккаллох забил свой первый гол за «Рейнджерс», поразив ворота французского «Лиона» в матче главного клубного турнира Европы, ударом головой замкнув навес с углового в исполнении Дамаркуса Бизли.
23 декабря во встрече «джерс» с «Абердином» случился инцидент, который долго ещё муссировался в средствах массовой информации. На 36-й минуте поединка полузащитник «красных», Крис Кларк, грубым подкатом сбил игрока «Рейнджерс», Алана Хаттона. Выяснение отношений с Кларком в итоге переросло в общекомандную массовую драку, где Ли «отличился» больше всех, дважды ударив в лицо футболиста «Абердина», Скотта Северина. Чтобы остановить конфликт пришлось вмешаться полиции. После того, как порядок был установлен, Маккаллох увидел перед собой красную карточку. Руководство «Абердина» потребовало от Шотландской футбольной ассоциации дисквалифицировать Ли, однако Ассоциация решила ограничиться строгим предупреждением.
В том же сезоне Маккаллох с «Рейнджерс» выиграл Кубок Шотландии и Кубок лиги. «Джерс» также дошли до финала Кубка УЕФА, где, однако, уступили российскому «Зениту».
Второй сезон Ли в «Рейнджерс» получился смазанным из-за череды травм. За весь футбольный год 2007/08 он провёл в футболке глазговского клуба всего 18 игр.
Сезон 2009/10 Маккаллох начал успешно, забив по мячу в первых двух играх сезонах — с «Фалкирком» и «Харт оф Мидлотиан». 3 января 2010 года Ли поразил ворота «Селтика» в дерби «Old Firm», принеся своей команде ничью в этом поединке. 12 августа того же года Маккаллох подписал с «Рейнджерс» новый 2-летний контракт. 21 сентября, сыграв в матче Кубка шотландской лиги против «Данфермлин Атлетик», Ли провёл пятисотый матч в своей клубной карьере. 2 февраля 2011 года во встрече с «Харт оф Мидлотиан» хавбек получил травму колена, выведшую его из строя на три месяца. На поле Маккаллох вернулся 7 мая, выйдя на замену вместо Мориса Эду в матче с теми же «сердцами».

### Клубная статистика
| Клуб                     | Сезон                    | Чемпионат | Чемпионат | Кубок | Кубок | Кубок Лиги | Кубок Лиги | Трофей Футбольной Лиги / Кубок вызова | Трофей Футбольной Лиги / Кубок вызова | Плей-офф Лиги | Плей-офф Лиги | Еврокубки | Еврокубки | Итого | Итого |
| Клуб                     | Сезон                    | Игры      | Голы      | Игры  | Голы  | Игры       | Голы       | Игры                                  | Голы                                  | Игры          | Голы          | Игры      | Голы      | Игры  | Голы  |
| ------------------------ | ------------------------ | --------- | --------- | ----- | ----- | ---------- | ---------- | ------------------------------------- | ------------------------------------- | ------------- | ------------- | --------- | --------- | ----- | ----- |
| Мотеруэлл                | 1995/96                  | 2         | 0         | —     | —     | —          | —          | —                                     | —                                     | —             | —             | 1         | 0         | 3     | 0     |
| Мотеруэлл                | 1996/97                  | 15        | 0         | 1     | 0     | —          | —          | —                                     | —                                     | —             | —             | —         | —         | 16    | 0     |
| Мотеруэлл                | 1997/98                  | 24        | 2         | 4     | 0     | 2          | 0          | —                                     | —                                     | —             | —             | —         | —         | 30    | 2     |
| Мотеруэлл                | 1998/99                  | 27        | 3         | 3     | 1     | 2          | 0          | —                                     | —                                     | —             | —             | —         | —         | 32    | 4     |
| Мотеруэлл                | 1999/00                  | 29        | 9         | 3     | 2     | 1          | 1          | —                                     | —                                     | —             | —             | —         | —         | 33    | 12    |
| Мотеруэлл                | 2000/01                  | 26        | 7         | 1     | 1     | 2          | 1          | —                                     | —                                     | —             | —             | —         | —         | 29    | 9     |
| Всего за «Мотеруэлл»     | Всего за «Мотеруэлл»     | 123       | 21        | 12    | 4     | 7          | 2          | 0                                     | 0                                     | 0             | 0             | 1         | 0         | 143   | 27    |
| Уиган Атлетик            | 2000/01                  | 10        | 3         | —     | —     | —          | —          | —                                     | —                                     | 1             | 0             | —         | —         | 11    | 3     |
| Уиган Атлетик            | 2001/02                  | 34        | 6         | 1     | 0     | —          | —          | 1                                     | 0                                     | —             | —             | —         | —         | 36    | 6     |
| Уиган Атлетик            | 2002/03                  | 38        | 6         | 1     | 0     | 2          | 0          | —                                     | —                                     | —             | —             | —         | —         | 41    | 6     |
| Уиган Атлетик            | 2003/04                  | 41        | 6         | 1     | 0     | 3          | 1          | —                                     | —                                     | —             | —             | —         | —         | 45    | 7     |
| Уиган Атлетик            | 2004/05                  | 42        | 14        | —     | —     | 1          | 0          | —                                     | —                                     | —             | —             | —         | —         | 43    | 14    |
| Уиган Атлетик            | 2005/06                  | 30        | 5         | 1     | 0     | 4          | 0          | —                                     | —                                     | —             | —             | —         | —         | 35    | 5     |
| Уиган Атлетик            | 2006/07                  | 29        | 4         | 1     | 1     | —          | —          | —                                     | —                                     | —             | —             | —         | —         | 30    | 5     |
| Всего за «Уиган Атлетик» | Всего за «Уиган Атлетик» | 224       | 44        | 5     | 1     | 10         | 1          | 1                                     | 0                                     | 1             | 0             | 0         | 0         | 241   | 46    |
| Рейнджерс                | 2007/08                  | 22        | 3         | 6     | 2     | 3          | 0          | —                                     | —                                     | —             | —             | 15        | 1         | 46    | 6     |
| Рейнджерс                | 2008/09                  | 12        | 0         | 4     | 0     | 2          | 0          | —                                     | —                                     | —             | —             | —         | —         | 18    | 0     |
| Рейнджерс                | 2009/10                  | 34        | 5         | 4     | 0     | 3          | 1          | —                                     | —                                     | —             | —             | 6         | 1         | 47    | 7     |
| Рейнджерс                | 2010/11                  | 21        | 0         | 1     | 1     | 3          | 0          | —                                     | —                                     | —             | —             | 5         | 0         | 30    | 1     |
| Рейнджерс                | 2011/12                  | 26        | 5         | —     | —     | 1          | 0          | —                                     | —                                     | —             | —             | 3         | 0         | 30    | 5     |
| Рейнджерс                | 2012/13                  | 23        | 15        | 3     | 2     | 4          | 5          | 3                                     | 2                                     | —             | —             | —         | —         | 33    | 24    |
| Всего за «Рейнджерс»     | Всего за «Рейнджерс»     | 138       | 28        | 18    | 5     | 16         | 6          | 3                                     | 2                                     | 0             | 0             | 29        | 2         | 204   | 43    |
| Всего за карьеру         | Всего за карьеру         | 486       | 93        | 35    | 10    | 33         | 9          | 4                                     | 2                                     | 1             | 0             | 30        | 2         | 588   | 116   |

(откорректировано по состоянию на 30 марта 2013)

## Сборная Шотландии
В октябре 2004 года Маккаллох был впервые вызван в первую сборную Шотландии на гостевой отборочный матч к чемпионату мира 2006 против Молдовы. В этом поединке полузащитник и дебютировал за «тартановую армию», появившись на поле на 85-й минуте, заменив Стивена Томпсона.
Свой первый и единственный гол за «горцев» Маккаллох, забил 13 октября 2007 года, поразив ворота сборной Украины.
8 сентября 2008 года Ли объявил о завершении своих выступлений в национальной команде, мотивировав это решение «желанием сконцентрироваться на играх в клубе». Тем не менее в 2010 году новый наставник шотландцев, Крейг Левейн, сумел уговорить футболиста вернуться в сборную и вызвал его на товарищеский поединок против Чехии.
Всего за шотландцев Маккаллох сыграл 18 матчей, забил один гол.

### Матчи и голы за сборную Шотландии
| Матчи и голы Маккаллоха за сборную Шотландии | Матчи и голы Маккаллоха за сборную Шотландии | Матчи и голы Маккаллоха за сборную Шотландии         | Матчи и голы Маккаллоха за сборную Шотландии | Матчи и голы Маккаллоха за сборную Шотландии | Матчи и голы Маккаллоха за сборную Шотландии | Матчи и голы Маккаллоха за сборную Шотландии      |
| -------------------------------------------- | -------------------------------------------- | ---------------------------------------------------- | -------------------------------------------- | -------------------------------------------- | -------------------------------------------- | ------------------------------------------------- |
| №                                            | Дата                                         | Место                                                | Оппонент                                     | Счёт                                         | Голы Маккаллоха                              | Соревнование                                      |
| 1                                            | 13 октября 2004                              | Республиканский стадион, Кишинёв, Молдова            | Молдова                                      | 1:1                                          | —                                            | Отборочный матч чемпионата мира по футболу 2006   |
| 2                                            | 26 марта 2005                                | «Джузеппе Меацца», Милан, Италия                     | Италия                                       | 0:2                                          | —                                            | Отборочный матч чемпионата мира по футболу 2006   |
| 3                                            | 4 июня 2005                                  | «Хэмпден Парк», Глазго, Шотландия                    | Молдова                                      | 2:0                                          | —                                            | Отборочный матч чемпионата мира по футболу 2006   |
| 4                                            | 8 июня 2005                                  | «Динамо», Минск, Беларусь                            | Беларусь                                     | 0:0                                          | —                                            | Отборочный матч чемпионата мира по футболу 2006   |
| 5                                            | 8 октября 2005                               | «Хэмпден Парк», Глазго, Шотландия                    | Беларусь                                     | 0:1                                          | —                                            | Отборочный матч чемпионата мира по футболу 2006   |
| 6                                            | 11 мая 2006                                  | «Винг Кобе», Кобе, Япония                            | Болгария                                     | 5:1                                          | —                                            | Kirin Cup                                         |
| 7                                            | 13 мая 2006                                  | «Саитама-2002», Сайтама, Япония                      | Япония                                       | 0:0                                          | —                                            | Kirin Cup                                         |
| 8                                            | 7 октября 2006                               | «Хэмпден Парк», Глазго, Шотландия                    | Франция                                      | 1:0                                          | —                                            | Отборочный матч чемпионата Европы по футболу 2008 |
| 9                                            | 24 марта 2007                                | «Хэмпден Парк», Глазго, Шотландия                    | Грузия                                       | 2:1                                          | —                                            | Отборочный матч чемпионата Европы по футболу 2008 |
| 10                                           | 28 марта 2007                                | «Сан Никола», Бари, Италия                           | Италия                                       | 0:2                                          | —                                            | Отборочный матч чемпионата Европы по футболу 2008 |
| 11                                           | 30 мая 2007                                  | «Герхард Ханаппи», Вена, Австрия                     | Австрия                                      | 1:0                                          | —                                            | Товарищеский матч                                 |
| 12                                           | 8 сентября 2007                              | «Хэмпден Парк», Глазго, Шотландия                    | Литва                                        | 3:1                                          | —                                            | Отборочный матч чемпионата Европы по футболу 2008 |
| 13                                           | 12 сентября 2007                             | «Парк де Пренс», Париж, Франция                      | Франция                                      | 1:0                                          | —                                            | Отборочный матч чемпионата Европы по футболу 2008 |
| 14                                           | 13 октября 2007                              | «Хэмпден Парк», Глазго, Шотландия                    | Украина                                      | 3:1                                          | 1                                            | Отборочный матч чемпионата Европы по футболу 2008 |
| 15                                           | 17 ноября 2007                               | «Хэмпден Парк», Глазго, Шотландия                    | Италия                                       | 1:2                                          | —                                            | Отборочный матч чемпионата Европы по футболу 2008 |
| 16                                           | 3 сентября 2010                              | Стадион имени С. Дарюса и С. Гиренаса, Каунас, Литва | Литва                                        | 0:0                                          | —                                            | Отборочный матч чемпионата Европы по футболу 2012 |
| 17                                           | 7 сентября 2010                              | «Хэмпден Парк», Глазго, Шотландия                    | Лихтенштейн                                  | 2:1                                          | —                                            | Отборочный матч чемпионата Европы по футболу 2012 |
| 18                                           | 12 октября 2010                              | «Хэмпден Парк», Глазго, Шотландия                    | Испания                                      | 2:3                                          | —                                            | Отборочный матч чемпионата Европы по футболу 2012 |

Итого: 18 матчей / 1 гол; 9 побед, 4 ничьих, 5 поражений.

### Сводная статистика игр/голов за сборную
| Сборная          | Год              | Отборочные матчи ЧМ | Отборочные матчи ЧМ | Финальные матчи ЧМ | Финальные матчи ЧМ | Отборочные матчи ЧЕ | Отборочные матчи ЧЕ | Финальные матчи ЧЕ | Финальные матчи ЧЕ | Товарищеские матчи | Товарищеские матчи | Kirin Cup | Kirin Cup | Итого | Итого |
| Сборная          | Год              | Игры                | Голы                | Игры               | Голы               | Игры                | Голы                | Игры               | Голы               | Игры               | Голы               | Игры      | Голы      | Игры  | Голы  |
| ---------------- | ---------------- | ------------------- | ------------------- | ------------------ | ------------------ | ------------------- | ------------------- | ------------------ | ------------------ | ------------------ | ------------------ | --------- | --------- | ----- | ----- |
| Шотландия        | 2004             | 1                   | 0                   | —                  | —                  | —                   | —                   | —                  | —                  | —                  | —                  | —         | —         | 1     | 0     |
| Шотландия        | 2005             | 4                   | 0                   | —                  | —                  | —                   | —                   | —                  | —                  | —                  | —                  | —         | —         | 4     | 0     |
| Шотландия        | 2006             | —                   | —                   | —                  | —                  | 1                   | 0                   | —                  | —                  | —                  | —                  | 2         | 0         | 3     | 0     |
| Шотландия        | 2007             | —                   | —                   | —                  | —                  | 6                   | 1                   | —                  | —                  | 1                  | 0                  | —         | —         | 7     | 1     |
| Шотландия        | 2010             | —                   | —                   | —                  | —                  | 3                   | 0                   | —                  | —                  | —                  | —                  | —         | —         | 3     | 0     |
| Всего за карьеру | Всего за карьеру | 5                   | 0                   | 0                  | 0                  | 10                  | 1                   | 0                  | 0                  | 1                  | 0                  | 2         | 0         | 18    | 1     |

## Достижения
«Уиган Атлетик»
- Победитель Первой лиги Англии: 2002/03
- Финалист Кубка английской лиги: 2005/06

 «Рейнджерс»
- Чемпион Шотландии (3): 2008/09, 2009/10, 2010/11
- Победитель Третьего дивизиона шотландской Футбольной лиги: 2012/13
- Обладатель Кубка Шотландии (2): 2007/08, 2008/09
- Обладатель Кубка шотландской лиги (3): 2007/08, 2009/10, 2010/11
- Финалист Кубка УЕФА: 2007/08
- Финалист Кубка шотландской лиги: 2008/09